# Sandersellus truncatipennis
Sandersellus truncatipennis är en insektsart som beskrevs av Rauno E. Linnavuori 1956. Sandersellus truncatipennis ingår i släktet Sandersellus och familjen dvärgstritar. Inga underarter finns listade i Catalogue of Life.